# Clifford Jordan
Clifford Jordan (2. září 1931 Chicago – 27. března 1993 New York) byl americký jazzový saxofonista. V roce 1957 se přestěhoval do New Yorku, kde nahrál pro vydavatelství Blue Note Records své první album nazvané Blowing in from Chicago. V letech 1957–1958 hrál v kapele Horace Silvera a následně u J. J. Johnsona (1959–1960), Kennyho Dorhama (1961–1962) a Maxe Roacha (1962–1964). Během své kariéry spolupracoval s řadou hudebníků, mezi které patří Charles Mingus, Bobby Timmons, Dizzy Gillespie, Lee Morgan, Cedar Walton nebo Carmen McRae. Zemřel na rakovinu ve věku jedenašedesáti let.